# Agrilus geminatus
Agrilus geminatus é uma espécie de escaravelho metálico da família Buprestidae. É conhecida a sua existência na América do Norte.